# Yin Zheng
Dans ce nom chinois, le nom de famille, Yan, précède le nom personnel.
Yin Zheng, né le 6 mars 1996 à Jincheng, est un skeletoneur chinois. 

## Palmarès

### Championnats du monde
- : médaillé de bronze aux championnats du monde de 2024.

### Coupe du monde
- Meilleur classement général : 3e en 2024.
- 5 podiums individuels : 3 victoire et 2 troisièmes places.
- 1 podium en épreuve mixte :  1 troisième place.

#### Détails des victoires en Coupe du monde
| Édition   | Piste                         | Total |
| 2023-2024 | Sigulda Altenberg Lake Placid | 3     |